# Marcgraviastrum subsessile
Marcgraviastrum subsessile là một loài thực vật có hoa trong họ Marcgraviaceae. Loài này được (Benth.) Bedell mô tả khoa học đầu tiên năm 1997.